# Shio Fukuda
Pour les articles homonymes, voir Fukuda.
Shio Fukuda (福田 師王, Fukuda Shio), né le 8 avril 2004 à Kanoya au Japon, est un footballeur japonais qui évolue au poste d'attaquant au Borussia Mönchengladbach.

## Biographie

### Carrière en club
Fukuda commence sa formation au Takayama FC, puis poursuit son développement au sein du Kamimura Gakuen, établissement réputé pour son excellence en football scolaire. En 2021, il est sélectionné par le journal britannique The Guardian dans sa liste annuelle des 60 meilleurs jeunes talents mondiaux.
En octobre 2022, il le Borussia Mönchengladbach annonce sa signature au club pour 2023, le joueur étant d'abord destiné à l'équipe U19. À l'été 2023, il intègre l'équipe réserve évoluant en Regionalliga Ouest, avec laquelle il comptera sept buts et quatre passes décisives en 21 matchs à l'issue de la saison 2023-2024.
Ses performances lui valent une promotion en équipe première en janvier 2024. Il fait ses débuts en Bundesliga le 27 janvier 2024 contre le Bayer Leverkusen (0-0). Le 14 janvier 2025, il marque son premier but en Bundesliga lors d'une défaite 5-1 contre le VfL Wolfsburg, entrant en jeu à la 70e minute et inscrivant le seul but de son équipe à la 89e minute.

### En sélections nationales
Fukuda représente le Japon dans diverses catégories de jeunes, des U16 aux U22. Il participe notamment à la Coupe du Monde des moins de 20 ans 2023 en Argentine. Le 18 novembre 2023, il marque un but avec l'équipe U22 du Japon face à l'Argentine.